# Santa Domenica Talao
Santa Domenica Talao là một thị xã và comune  ở tỉnh Cosenza trong vùng Calabria miền nam nước Ý.
Đô thị Santa Domenica Talao có diện tích 35 ki lô mét vuông, dân số thời điểm năm 2007 là 1300 người.
Đô thị này có các đơn vị dân cư (frazioni) sau: